# Jaderná elektrárna Laguna Verde
Jaderná elektrárna Laguna Verde (španělsky Central Nuclear Laguna Verde, zkratka LVNPP) je jaderná elektrárna, která se nachází v Mexiku, ve státě Veracruz, na pobřeží Mexického zálivu. Je to jediná mexická jaderná elektrárna.

## Historie a technické informace
Výstavba elektrárny započala v roce 1976 a první energetická jednotka byla dokončena v roce 1990. Závod provozuje dohromady dva varné reaktory, oba o výkonu 810 MW, které byly spuštěny v letech 1990 a 1995. V současnosti jediná jaderná elektrárna v Mexiku, Laguna Verde, pokrývá pouze 2 % spotřeby elektřiny v zemi. 
V roce 2020 byla licence elektrárny prodloužena na 60 let do roku 2050.

## Informace o reaktorech
| Reaktor        | Typ reaktoru  | Výkon  | Výkon  | Zahájení výstavby | Připojení k síti | Uvedení do provozu | Uzavření |
| Reaktor        | Typ reaktoru  | Čistý  | Hrubý  | Zahájení výstavby | Připojení k síti | Uvedení do provozu | Uzavření |
| -------------- | ------------- | ------ | ------ | ----------------- | ---------------- | ------------------ | -------- |
| Laguna Verde-1 | BWR-5 206-444 | 777 MW | 805 MW | 1. 10. 1976       | 8. 11. 1988      | 29. 7. 1990        |          |
| Laguna Verde-2 | BWR-5 206-444 | 777 MW | 803 MW | 1. 6. 1977        | 6. 9. 1994       | 10. 4. 1995        |          |